# مكتبة الشارقة
 مكتبة الشارقة  هي مكتبة عامة في إمارة الشارقة في الإمارات العربية المتحدة.

## التاريخ
يرجع تاريخ مكتبة الشارقة إلى عام 1925م ونقرأ فيه :
اسم المكتبة: المكتبة القاسمية مقرها: حصن الشارقة مؤسسها: الشيخ سلطان بن صقر بن خالد القاسمي تاريخ التأسيس: سنة 1925م كانت المكتبة القاسمية مكتبة خاصة للشيخ سلطان بن صقر القاسمي إلى جانب مكتبة أخرى في البيت الغربي. بعد أن توفي الله الشيخ سلطان بن صقر القاسمي ورث الشيخ صقر بن سلطان القاسمي المكتبة القاسمية سنة 1951، وبقيت في الحصن حتى سنة 1956م حيث نقلت المكتبة القاسمية إلى المبنى الجديد الذي أقيم في ساحة الحصن تحت مبنى المضيف، وكان يحوي إلى جانب المكتبة الإدارة العامة والجوازات ومجلساً ومكتباً للشيخ صقر بن سلطان القاسمي حاكم الشارقة. ثم انتقلت المكتبة إلى الشيخ خالد بن محمد القاسمي حاكم الشارقة، وبعده إلى الشيخ سلطان بن محمد القاسمي حاكم الشارقة، حيث نقلها إلى مبنى البلدية بالقرب من قاعة أفريقيا، تحت مسمى مكتبة الشارقة. في فترة توحيد الدوائر في الشارقة مع المؤسسات الاتحادية سنة عام 1972 انتقلت إدارة المكتبة إلى وزارة الإعلام والثقافة لفترة بسيطة استرجعها الشيخ سلطان بن محمد القاسمي لتتبع الدائرة الثقافية بالشارقة. وعند تأسيس دائرة الثقافة والإعلام بالشارقة عام 1980 تم نقل إدارة المكتبة لتتبع الدائرة حيث كانت قاعة أفريقيا مقرا لها. وفي عام 1987 تم نقل المكتبة إلى مبنى المركز الثقافي بالشارقة. وأخيرا وفي عام 1998 تم نقل المكتبة إلى المدينة الجامعية باسم “مكتبة الشارقة”. وفي مايو 2011 تم افتتح الشيخ الدكتور سلطان بن محمد القاسمي حاكم الشارقة المبنى الجديد للمكتبة في ميدان قصر الثقافة.

## موقعها
يقع مقر المكتبة في منطقة الآبار وتطل على ميدان قصر الثقافة بالشارقة على مساحة 20 الف متر مربع. هي مكتبة عامة تفتح أبوابها لفئات المجتمع كافة وكذلك لمختلف الأعمار والجنسيات ولا يشترط دخولها أو المطالعة الداخلية في جميع قاعاتها أية قيود أو رسوم مالية. تستوعب المكتبة في فترة الدوام الواحدة 849 شخصا.

## فروعها
وتتبعها خمسة مكتبات فرعية وهي :-
- مكتبة خورفكان العامة
- مكتبة دبا الحصن
- مكتبة كلباء
- مكتبة الحمرية " قيد الإنشاء "
- مكتبة وادي الحلو
- مكتبة الذيد

## المصدر
- مكتبة الشارقة